# Zeewierboerderij

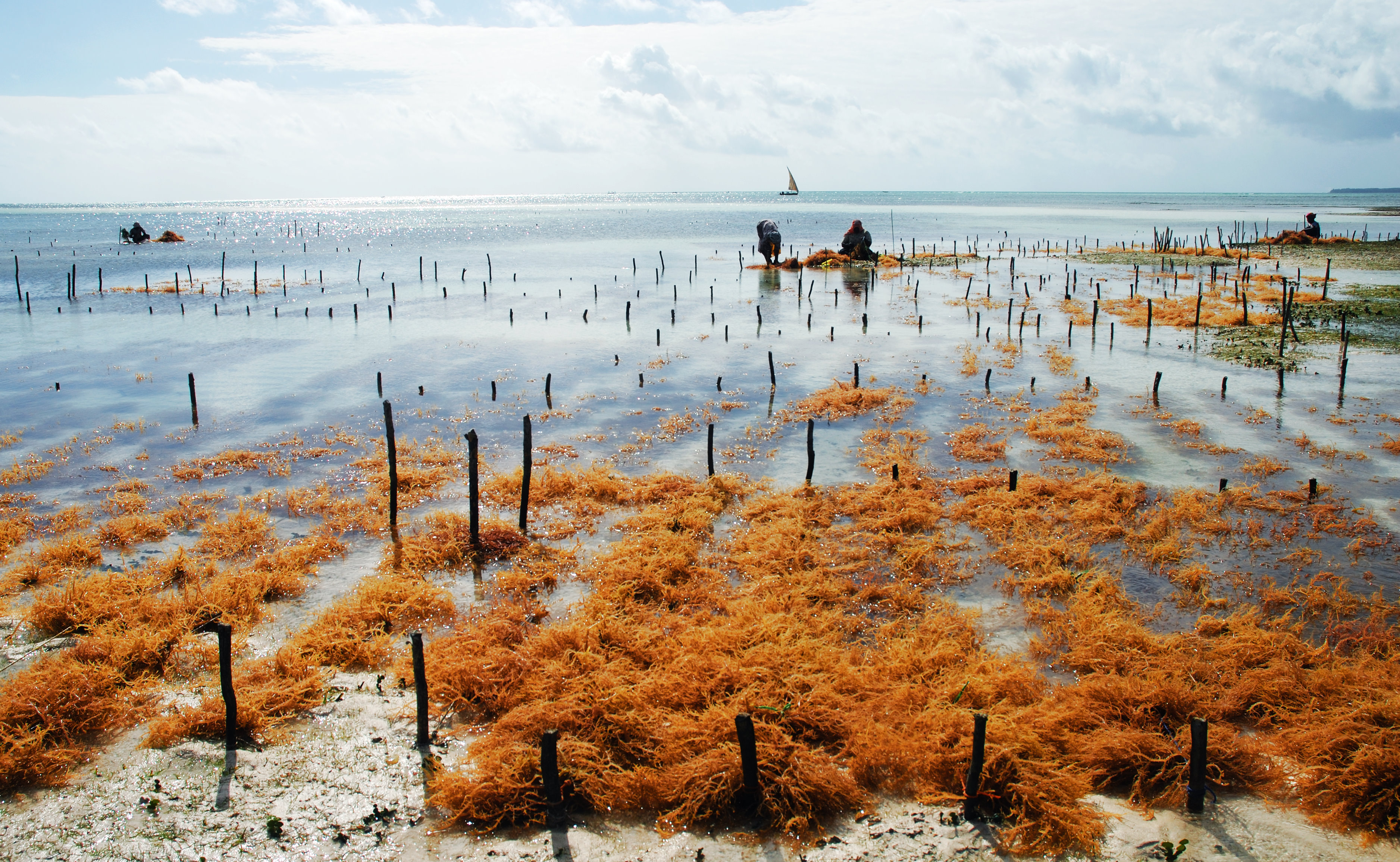
Een zeewierboerderij in Zanzibar

Een zeewierboerderij (Engels: seaweed farming) is een plaats waar zeewier wordt gecultiveerd en geoogst. Het oogsten van zeewier wordt vaak gezien als een mogelijkheid om (via export) de levensstandaard van ontwikkelingslanden te verbeteren. Ook kan deze praktijk een manier zijn om overbevissing tegen te gaan in landen zoals Japan, China en Zuid-Korea, waar men voor de voedselvoorziening in grote mate afhankelijk is van het zeeleven.
De meest eenvoudige vorm van seaweed farming bestaat uit het onderhouden van natuurlijk ontstane gebieden. Meer geavanceerde boerderijen controleren zelf de levenscyclus van de algen.
Een zeewierboerderij is afhankelijk van de seizoenen en het klimaat. Er wordt gewerkt met "aanplantmateriaal", ook wel "startmateriaal" genaamd. Dat zijn de kiemalgen waarmee de teelt aanvangt. De keuze voor de te telen macro algen hangt af van de inheemse situatie (wat er van nature graag groeit), regelgeving (veelal rondom verboden op niet-inheemse soorten), en van commerciële redenen.
In Europa bestaan enkele zeewierboerderijen waarin op duurzame wijze zeewier wordt geteeld voor verschillende doeleinden.

## Ecologische impact
Bij het creëren van zeewierboerderijen worden in Zuidoost-Azië vaak mangrovewouden gekapt, om als grondstof te gebruiken bij de productie van de "boerderijen" (onder meer voor touw). Hierdoor kan er uitputting van de mangrove ontstaan.
Seaweed farming beschermt echter wel koraalriffen doordat de biodiversiteit wordt verhoogd. Ook kunnen zeewieren en algen helpen in de strijd tegen het te hoge gehalte koolstofdioxide.
1. ↑  Reynolds, Daman, Caminiti, Jeff, Edmundson, Scott, Gao, Song, Wick, Macdonald (12 juli 2022). Seaweed proteins are nutritionally valuable components in the human diet. The American Journal of Clinical Nutrition 116 (4): 855–861. ISSN: 0002-9165. DOI: 10.1093/ajcn/nqac190.